# The Canadian Encyclopedia
The Canadian Encyclopedia ( en español: Enciclopedia de Canadá; en francés: Encyclopedie canadienne ) es una enciclopedia impresa sobre Canadá también disponible a través de Internet de forma gratuita tanto en inglés como en francés, con 14 000 artículos para cada idioma sobre historia, cultura popular, eventos, pueblos, lugares, política, artes, deportes y ciencia.
Canadá estuvo sin una enciclopedia nacional hasta 1957. En la década de 1980, el nacionalista canadiense Mel Hurtig propuso un plan para crear una nueva enciclopedia canadiense integral con la ayuda del primer ministro de Alberta, Peter Lougheed . El editor en jefe James Harley Marsh reunió a más de 3 000 autores para escribirla.

## Otros proyectos
- Wikimedia Commons alberga una categoría multimedia sobre The Canadian Encyclopedia.